# Marina Petrovna av Ryssland
Marina Petrovna av Ryssland, född 1892, död 1981, var en rysk furstinna. Hon var dotter till storfurst Peter Nikolajevitj, sonson till tsar Nikolaj I av Ryssland. 
Hon tillhörde de 44 medlemmar av tsarfamiljen som evakuerades från Krim med änketsaritsan Maria Fjodorovna på det brittiska skeppet HMS Marlborough i april 1919. 